# Behind the Mask (ALF)
Behind the Mask är en amerikansk dokumentärfilm från 2006.

## Handling
Dokumentären handlar om Animal Liberation Front (Djurens befrielsefront). I filmen intervjuas bland andra Ingrid Newkirk från PETA och Rod Coronado som är en före detta ALF-aktivist.

## Om filmen
Filmen är inspelad i Los Angeles och hade världspremiär i samma stad den 10 juni 2006, den har visats av ett flertal djurrättsorganisationer även i Sverige.

## Medverkande
- Melanie Arnold
- Steven Best
- Rod Coronado
- John Curtin
- Chris DeRose
- John Feldmann
- Kevin Jonas
- Ronnie Lee
- Keith Mann
- Rich Mclellan
- Ingrid Newkirk
- Jerry Vlasak
- Paul Watson